# Старий Ґостинь
Старий Ґостинь (пол. Stary Gostyń, нім. Alt Gostyn, 1939-45: Alt Gostingen) — село в Польщі, у гміні Ґостинь Гостинського повіту Великопольського воєводства.
Населення — 434 особи (2011).
У 1975-1998 роках село належало до Лешненського воєводства.

## Демографія
Демографічна структура станом на 31 березня 2011 року:
|          | Загалом | Допрацездатний вік | Працездатний вік | Постпрацездатний вік |
| -------- | ------- | ------------------ | ---------------- | -------------------- |
| Чоловіки | 242     | 48                 | 173              | 21                   |
| Жінки    | 192     | 35                 | 113              | 44                   |
| Разом    | 434     | 83                 | 286              | 65                   |